# Frankie Genaro
Frankie Genaro, de son vrai nom Frank DiGennaro, est un boxeur américain né le 26 août 1901 à New York et mort le 27 décembre 1966 à Staten Island. Il remporte dans la catégorie poids mouches le titre olympique aux Jeux olympiques d'été de 1920 organisés à Anvers puis le titre de champion du monde professionnel en 1928 et en 1929.

## Carrière
Genaro passe professionnel en 1920, à la suite de sa victoire olympique, et bat presque aussitôt des boxeurs de classe mondiale, notamment Charley Phil Rosenberg et Pancho Villa. En 1923, il décroche la ceinture de champion des États-Unis après une victoire sur Villa et sur le futur champion du monde poids coqs, Bud Taylor. 
Il perd son titre américain en faveur de Fidel LaBarba en 1925 et un autre combat contre Newsboy Brown. En 1928, il défait Frenchy Belanger pour remporter le titre mondial NBA, titre qu'il cède le 2 mars 1929 au profit de Emile Pladner avant de remporter le combat revanche organisé le 18 avril suivant. 
Genaro défend alors avec succès son titre contre Ernie Jarvis, Yvon Trevidic et Belanger. Il fait ensuite face à Midget Wolgast, qui est reconnu comme champion du monde par la New York State Athletic Commission. Le combat de réunification se termine finalement par un match nul. Il bat ensuite Victor Ferrand, Jackie Harmon et Valentin Angelmann mais perd son titre contre Young Perez le 26 octobre 1931.
Malgré une victoire face au futur champion des poids plumes Joey Archibald en 1933, il préfère se retirer l'année suivante.

## Distinction
Au cours de sa carrière, Frankie Genaro a combattu dix champions du monde et trois membres du International Boxing Hall of Fame. Il y entre lui-même en 1998.